# Eugenia bryanii
Eugenia bryanii är en myrtenväxtart som beskrevs av Ryozo Kanehira. Eugenia bryanii ingår i släktet Eugenia och familjen myrtenväxter. Inga underarter finns listade i Catalogue of Life.